# Czarne kwiaty
Czarne kwiaty – wspomnienie Cypriana Kamila Norwida, drukowane w krakowskim Czasie w 1856. 
Autor nie starał się narzucać sobie jakiegokolwiek stylu literackiego – zależało mu na wierności faktom. Przymiotnik "czarne" oznacza żałobny lub nekrologiczny charakter zapisków. Czarne kwiaty opisują spotkania i rozmowy ze Stefanem Witwickim, Chopinem, Słowackim, Mickiewiczem i malarzem Delaroche'em. Zawierają także wspomnienie o nagłej śmierci nieznanej Norwidowi pasażerki wspólnego rejsu do Ameryki. Są uważane za arcydzieło polskiej prozy.

## Charakterystyka
Podobnie jak Menego, również Czarne kwiaty są wyjątkami z pamiętnika, i podobnie stanowią opis ostatnich chwil życia kilku wybitnych artystów i nieznajomej Irlandki. Całość składa się ze wstępu, prologu, sześciu epizodów (dotyczących Stefana Witwickiego, Chopina, Słowackiego, nieznajomej, Mickiewicza i Paula Delaroche'a) i zakończenia. Pierwszy epizod rozgrywa się w Rzymie w kwietniu 1847 (Witwicki umarł 19 kwietnia), drugi i trzeci – w Paryżu w sierpniu i na przełomie marca i kwietnia 1849, czwarty – na Atlantyku w grudniu 1852, piąty i szósty – w Paryżu w styczniu i marcu 1855 i w listopadzie 1856 (Delaroche zmarł 4 listopada). Ta ostatnia data stanowi terminus post quem powstania utworu, choć poszczególne epizody mogły powstać wcześniej i pozostawać w zapiskach pamiętnikarskich autora. Po napisaniu całości, której tytuł pochodzi z przedśmiertnych majaczeń Witwickiego, poeta wysłał utwór Lucjanowi Siemieńskiemu, najpóźniej na początku grudnia 1856. Czarne kwiaty weszły do grudniowego zeszytu Dodatku Miesięcznego do Czasu, który w sprzedaży pojawił się w styczniu 1857.

## Treść

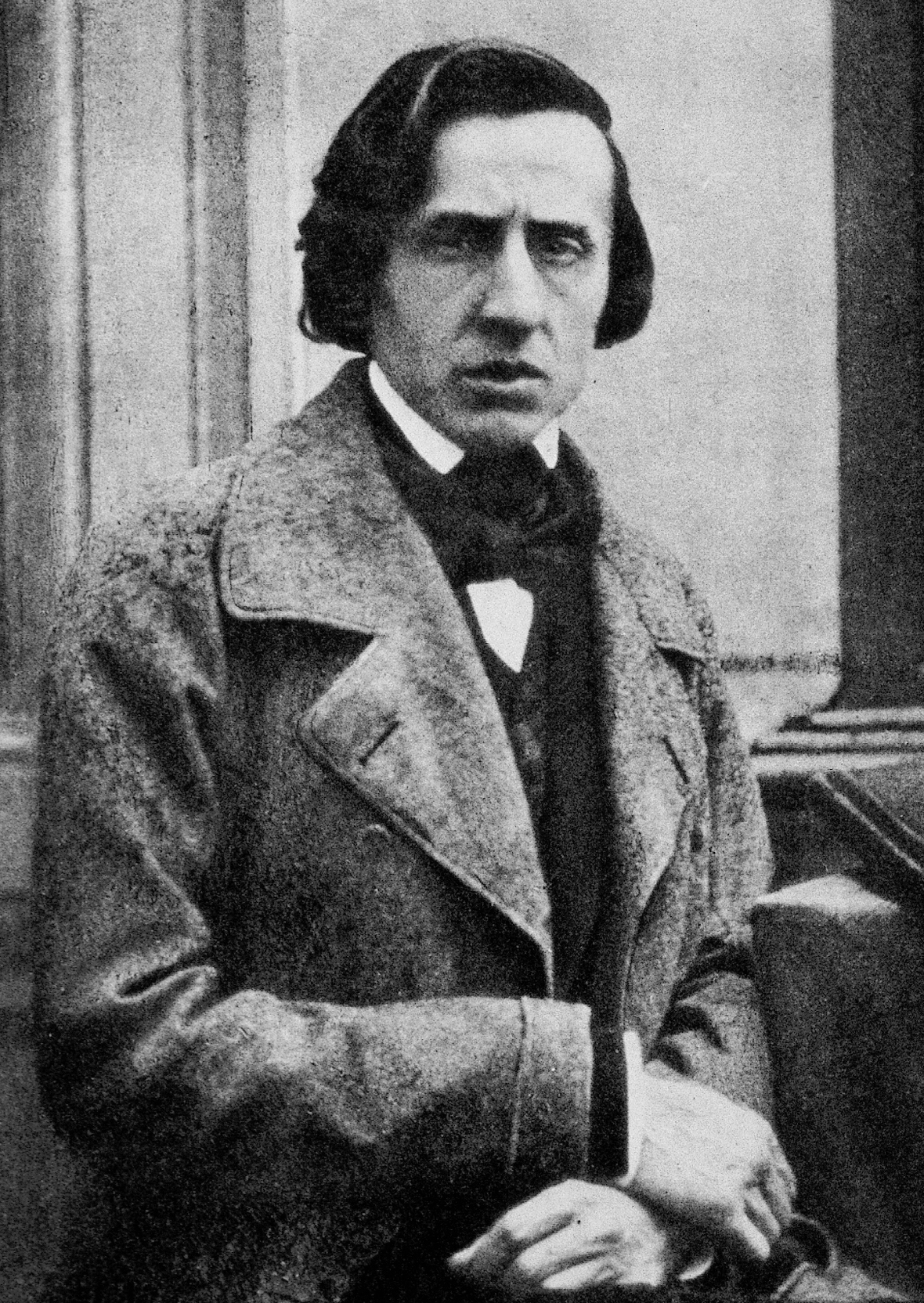
Chopin w 1849

Wstęp. Rzadko który czytelnik potrafi dziś odróżnić kiedy autor ukazuje jak nisko zstąpić potrafi, a kiedy stąpa nisko, bo wyżej wznieść się nie potrafi. Dlatego najbezpieczniej jest powtarzać ciągle te same motywy i formy. Są przecież takie sytuacje, dla których formuł stylu nie ma. Mają więc pozostać niewyrażone z obawy przed rubasznością krytyka przywykłego do dwóch tylko formuł? Pierwszą jest książkowy klasycyzm, który nie przystaje do życia, drugą – dziennikarskie wypadki powstałe z rozwinięcia druku nie przystające do źródeł, z których wszystko wypływa. Powoduje to, że prędzej zostaje przyjęty jakiś średniowieczny pamiętnik niż współczesny fakt, a czytelników upodabnia do osoby, która nie chce oglądać powracającego z daleka przyjaciela, bo właśnie ogląda jego portret.
Prolog. Wracając któregoś dnia z rzymskich katakumb autor uświadomił sobie, że tam ani jedna kropla krwi nie została wylana bez uszanowania i omodlenia przez współbraci.
Epizod I. Mniej więcej w tym czasie spotkał przy schodach hiszpańskich Stefana Witwickiego wlokącego się o kiju. Tydzień później odwiedził go i zastał leżącego na kanapie, zupełnie zdeformowanego przez ospę. W pewnym momencie Witwicki poprosił, usługującego mu Gabriela Rożnieckiego, by mu pomógł wstać. Obchodząc pokój zaczął wskazywać tu i ówdzie, mówiąc: A to co to za kwiat jest?... to tego pełno jest w Polsce... i te kwiaty... i tamte także kwiaty... Przypominając sobie te ostanie słowa Witwickiego i innych Norwid chce być wierny ich pamięci, jak dagerotyp przekazać wszystko bez zafałszowania.
Epizod II. O wiele później odwiedzał Norwid Chopina w jego mieszkaniu przy rue Chaillot w Paryżu z pięknym widokiem na miasto i czarnym trójkątnym fortepianem w salonie. Razem jeździli na spacery do Lasku Bulońskiego. Kiedy ostatni raz go odwiedził, Chopin na pół leżał na łóżku w ubraniu. Miał w sobie coś skończonego i monumentalnego, jak arystokracja ateńska. Trochę żartował, a potem zakończył wizytę słowami: Wynoszę się. A gdy Norwid zaprzeczył, dodał, że z tego mieszkania na plac Vendôme. Przeniósł się tam wkrótce i umarł. Norwid już go więcej nie widział.
Epizod III. Wcześniej odwiedził dwukrotnie Słowackiego w jego mieszkanku na poddaszu przy rue Ponthieu. Słowacki w szarym palcie i amarantowej spłowiałej konfederatce siedział przy stoliku. Rozmawiali o Rzymie, o utworach Krasińskiego, o stojącym nad grobem Chopinie. Gdy go odwiedził ponownie Słowacki palił fajkę o długim cybuchu. Rozmawiali o Francji, rewolucji, wypadkach rzymskich. Pod koniec rozmowy Słowacki powiedział, że ma nadwyrężone płuca i je dużo cukierków dla złagodzenia kaszlu i zapraszał Norwida, by przyszedł w przyszłym tygodniu i zaprzyszłym, bo potem przyjdzie mu odejść ze tego świata. W następnym tygodniu zawrócił go wychodzący od Juliusza jego uczeń. A gdy przyszedł w następnym Słowacki już nie żył. Twarz miał piękną. Na pogrzebie były dwie kobiety. Z jedną z nich Norwid podzielił się rysunkiem Juliusza, aby sprawdziły się słowa z Beniowskiego: prawą rękawiczkę twą zawieszą w muzeum jakim, a o straconą lewą będą skargi.
Epizod IV. Parę lat po tej śmierci w niedzielny słoneczny dzień Norwid rozmawiał z pewnym młodym Izraelitą, towarzyszem podróży, na pokładzie statku płynącego do Ameryki. Towarzysz zwrócił mu uwagę na piękną kobietę, która obok nich przeszła. Norwid jednak nie chciał na nią spojrzeć, bo kobiety są najpiękniejsze, gdy nie wiedzą, że się na nie spogląda. W nocy usłyszał krzyki. Służący Murzyn szukał doktora. Rano dowiedział się, że ta osoba, którą obiecał sobie zobaczyć później, umarła nagle w nocy. Jej zwłoki okryto ciemnoszafirowym żaglem w wielkie białe gwiazdy.

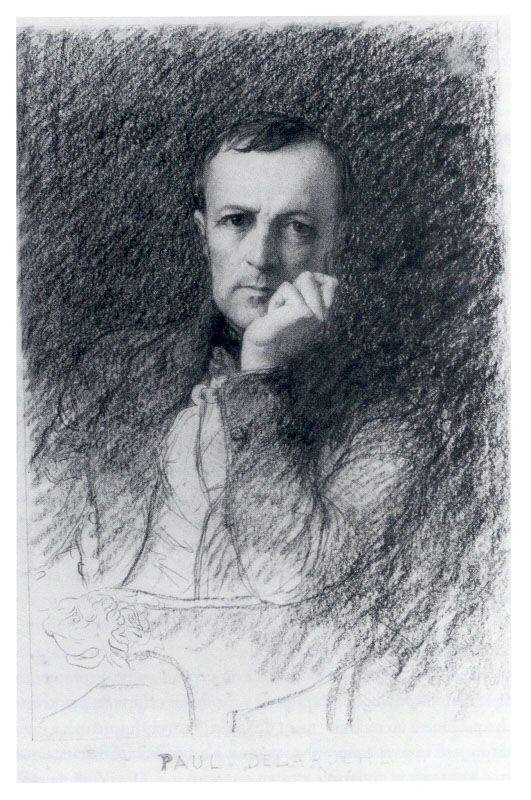
Autoportret. Paul Delaroche.

Epizod V. Po powrocie z Ameryki Norwid odwiedził Mickiewicza w Bibliotece Arsenału, gdzie ten otrzymał posadę bibliotekarza. W małym pokoiku ogrzewanym piecem siedział w wytartej kapocie, jaką nosiła szlachta zagrodowa, od czasu do czasu poprawiając węgiel kijem w piecyku. Kiedy go spotkał ponownie po śmierci żony, opowiadał o tym szczegółowo i bardzo pogodnie. Żegnając się uścisnął Norwida i rzekł mu: No adieu, choć nigdy go po francusku nie żegnał, co takie zrobiło na żegnanym wrażenie, że pamiętał te słowa jeszcze na drugim krańcu miasta. Tak się zdarzyło, że nie mógł widzieć Mickiewicza, gdy wyjeżdżał na Wschód. Było to więc ich ostatnie spotkanie.
Epizod VI. Odwiedził też Norwid Paula Delaroche'a w jego atelier, gdzie mu malarz pokazał niewielki obrazek na drewnie. Przez szczelinę okna bardziej odczuć niż zobaczyć można było, że straże pojmały Jezusa. W izbie przy oknie święty Piotr szuka szabli, święty Jan go uspokaja. Dalej Matka Boska klęczy, jak przed Najświętszym Sakramentem, dalej grupka kobiet w cieniu. Zapytany o zdanie, Norwid stwierdził, że dzieło powinno mieć ciąg dalszy, na co Delaroche przyznał, że chce zrobić trzy takie, bo trzy dopiero okażą całość. Chciał je Norwidowi pokazać, ale nie dane im się było więcej spotkać.

## Recepcja utworu
Julian Klaczko, komentując publikację utworu (1858) nazwał go: wzorem wydymanej nicości, w której dziwolągom myśli odpowiadają dziwolągi języka, a niesłychana zarozumiałość walczy o prym z jaskrawym nieuctwem. Utworem zachwycał się Agaton Giller (1883). Później Kazimierz Wyka (1952) uznał go za jeden z klejnotów prozy polskiej. Zdzisław Libera (1964) widział w nim jeden z najpiękniejszych i najciekawszych fragmentów polskiej prozy dokumentarnej. Aniela Kowalska (1964) za osiągnięcie Norwida uważała to, że w utworze wielki człowiek, ukazany w powszednich warunkach życia nie maleje. Jan Zygmunt Jakubowski uważał, że utwór przynosi najbardziej przejmujące i lapidarne słowa, jakie wypowiedziano w naszej literaturze o Chopinie, Słowackim i Mickiewiczu.